# Márton Áron
Márton Áron (Csíkszentdomokos, 1896. augusztus 28. –‎ Gyulafehérvár, 1980. szeptember 29.) katolikus pap, Erdély püspöke, címzetes érsek.
Jelmondatául a „Non recuso laborem” – nem futamodom meg a munkától – mondatot választotta. „Ez a latin nyelv gazdagsága alapján akár így is fordítható: nem utasítom el a bajt, a nyomorúságot, a szenvedést. Mély értelmű utalás volt ez munkával és szenvedéssel teli életére. Áron püspök a második bécsi döntés után a vissza nem tért Dél-Erdélyben maradt, Gyulafehérvárról kormányozta egyházmegyéjét. A háború alatt, és az azt követő nehéz években az emberi jogok és a keresztényi szeretet következetes, kiegyensúlyozott, bátor képviselője volt”.
„...olyan püspök volt, aki nemcsak szerette a rá bízottakat, hanem ismerte is őket. Ő még nem átallotta kikérni a társadalom világi kutatóinak, a szakértőknek a véleményét, odafigyelt a szociológusok és szociográfusok adataira és következtetéseire; ő még hosszú távú stratégiákban gondolkodott a felemelés és javítás horizontján. Nemcsak sziklaszilárd volt, amint ezt sokan legjellemzőbb erényének tartják, hanem – bölcsessége és műveltsége mellett – okos is.”
Az igazság védelmében és a szeretet szolgálatában
az üldöztetés és börtön nem szégyen, hanem dicsőség.

## Pályafutása

### Szülőfaluja és iskolái
Székely földműves család harmadik gyermekeként, elsőszülött fiaként született Csíkszentdomokoson. Édesapja Márton Ágoston, édesanyja Kurkó Julianna volt. A korabeli szokással szemben őt taníttatták, nem kisebb testvéreit. Elemi iskolába szülőfalujába, a Római Katolikus Népiskolába járt (1903–1906). Középiskolai tanulmányait a csíksomlyói katolikus (ferences) főgimnáziumban kezdte (1907–1911), mely 1912-ben újonnan épült csíkszeredai épületbe költözött, így az V-VII. osztályt itt járta (1911–1914). A VIII. osztályt az 1914–1915-ös tanévben a gyulafehérvári Majláth Római Katolikus Főgimnáziumban végezte, ahol a püspök a papságra készülő fiatalokat gyűjtötte össze; itt is érettségizett 1915. június 12-én.

### Az első világháború
Három nappal később, június 15-én katonai szolgálatra kapott behívót. Először a székelyudvarhelyi 82-es gyalogezred közkatonája volt, majd tizedes és hadapródjelölt lett. Még ugyanazon év októberétől 1916 júniusáig[forrás?] Doberdónál harcolt. 1916 nyarán Nagyszebenben tisztiiskolai kiképzésben részesült.[forrás?] Több mint egyéves (1916 szeptemberétől 1917 decemberéig) Ojtozi-szorosbeli frontszolgálat után 1918-ban Asiagóban harcolt. Háromszor sebesült meg. Hadnagyi rendfokozattal szerelt le. Az összeomlás után belépett a Székely Hadosztályba, és 1919 tavaszán részt vett a tiszai hadműveletekben. Fogságba került, rövid ideig a brassói fellegvárban tartották fogva, majd elengedték.
A világháború Európát egy irtózatos hullaházzá változtatta: kilenc millió Ábel véres teste porladozik a csataterek hantjai alatt; hat millió rokkant testtel, élőhalottként vonszolja magát közöttünk; a hazajött harmincévesek nemzedéke, amelyiknek az iskolapadból a lövészárokba kellett vonulnia, »ölelés helyett ölni kellett tanulnia, nehogy őt öljék meg«, rokkant lélekkel, fásultan érkezett, s legtöbbje az élet bizonytalan útjain vergődik ma is; a mai nemzedék pedig, mint egy lelketlen kor történelmi emléke és egyben ítélete, felhasználatlanul pusztul el szemeink előtt.
A háború után hazatért Csíkszentdomokosra, ahol másfél évig (1918–1920) szüleinek segített a gazdálkodásban, illetve egy erdészetben tisztviselő. Rövid ideig a Brassóban lévő Schiel gyár vasesztergályosként alkalmazta, de a gyár szász nemzetiségű igazgatója hamar elbocsátotta, mivel nem volt szász. Ezt követően visszatért Csíkszentdomokosra.[forrás?]

### Papi szolgálata
Hosszas mérlegelés után 1920. október 11-én – kicsit megkésve – jelentkezett a gyulafehérvári hittudományi főiskolán. Nem csak korával, de személyiségével is tekintélyre tett szert szemináriumbeli társai között. Egyik tanára így jellemezte: „Világos fő, tartalmas lélek, gerinces jellem, ... Sokat várhat tőle az egyházmegye.” Teológiai tanulmányait befejezve, 1924. április 19-én diákonussá,[forrás?] július 6-án pedig pappá szentelte Majláth Gusztáv Károly erdélyi püspök a gyulafehérvári székesegyházban. Első szentmiséjét szülőfalujában mutatta be július 13-án.

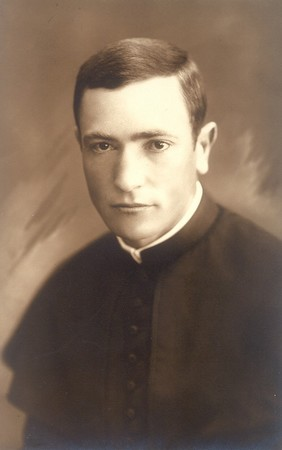
Márton Áron 1920 körül

Ezt követően 1924. július 1-jétől Ditróban, majd 1925. július 1-jétől Gyergyószentmiklóson volt káplán, emellett 1926. augusztus 1-jétől hittanár is a gyergyószentmiklósi Állami Főgimnáziumban. 1928-tól a marosvásárhelyi római katolikus főgimnáziumban hittanárként és a fiúnevelő intézet igazgatóhelyetteseként tevékenykedett. 1929. július 1-jétől a nagyszebeni Szent Teréz árvaház tanulmányi felügyelője lett, innen látta el plébánosként a verestoronyi szórványegyházközséget. Román és német nyelvtudását is gyarapította.
1930. október 1-jétől udvari káplán és püspöki levéltáros, 1932. szeptember 1-jétől püspöki titkár volt Gyulafehérváron.
1932. október 1-jétől egyetemi lelkészként és hitszónokként tevékenykedett Kolozsvárott. Emellett 1934. március 13-tól az Erdélyi Római Katolikus Népszövetség országos igazgatója volt. 1933. október 1-jén György Lajossal közösen megalapította és hét évfolyamon át szerkesztette az Erdélyi Iskola című nevelésügyi folyóiratot. (Ennek szerkesztését püspökké választásakor átadta György Lajosnak, de még 18 cikket publikált az évek folyamán.)
1936. március 15-én ideiglenesen megbízták a kolozsvári Szent Mihály plébánia vezetésével. 1937. január 21-én címzetes kanonoki kinevezést kapott. 1938. augusztus 14-én a plébánia közgyűlése plébánossá választotta, majd augusztus 21-én Vorbuchner Adolf püspök kinevezte plébánosnak, Kolozs-Dobokai kerületi főesperesnek, és székesegyházi kanonoki kitüntetést kapott. Ökumenikus szellemével sokat tett az öt felekezet között megosztott erdélyi magyarság egységéért.

### Püspökként a második világháború idején
1938. szeptember 14-én, Vorbuchner püspök halála után a Szentszék apostoli kormányzóként megbízta a Gyulafehérvári egyházmegye vezetésével, melyet szeptember 21-én vett át. December 24-én XI. Piusz pápa gyulafehérvári megyéspüspökké nevezte ki. Az időszak nacionalista légkörében egy székely pap kinevezése jelentős sikernek számított. Jelentős szerepet játszott ebben az őt jól ismerő Andrea Cassulo nuncius, aki ajánlotta a posztra, és akit a román kormány többek között ezért minősített persona non gratának.
1939. február 12-én a Szent Mihály-templomban szentelte püspökké Andrea Cassulo apostoli nuncius, Pacha Ágoston temesvári és Fiedler István szatmár-nagyváradi püspök segédletével. Püspöki jelmondatát – Non recuso laborem – Tours-i Szent Mártontól választotta.
Vallom és hirdetem, hogy vannak olyan igazságok, amelyeknek alapján minden igaz embernek találkozniok kell. Ahogy Erdély földjén a hegyek völgyekkel, a mezők erdőkkel, a hófedte bércek a síksággal váltakoznak, éppen úgy váltakoznak a népek Erdély földjén, ahol három nyelven beszélnek, és 6-7 féle szertartás szerint imádják Istent, de van a krisztusi evangéliumnak ereje, amely hozzásegít ahhoz, hogy a különféle ellentétek összhangban olvadjanak fel, és a testvéri együttműködés útját egyengessék. Ígérem, püspökké szentelésem ezen felejthetetlen ünnepnapján, hogy ezekkel a történelmi adottságokkal számot vetek, amint azt a múltban is tettem, a sorsközösségnek ezt a szavát megfogadom, és az együtthaladás útját egyengetem. Minden küzdő emberben testvéremet akarom látni, és amennyire segítségükre tudok lenni, leszek, és terhüket vállamra venni igyekszem. (...) Ha az Úristen azt akarta, hogy ezt a nehéz terhet én vegyem a vállamra, mától kezdve zúgolódás nélkül hordozom azt, lelkiismeretesen engedelmeskedem ennek az isteni parancsnak, a gondok elől nem futok meg.
1938. novemberi beszédében, amely az Erdélyi Iskola hasábjain nyomtatásban is megjelent, elsők között tiltakozott a háború ellen.[forrás?] Az 1940. augusztus 30-i második bécsi döntés következtében Észak-Erdély, és ezzel az egyházmegye nagyobbik fele visszakerült Magyarországhoz, de székhelye és több mint félmillió magyar Romániában maradt. Áron püspök vállalta velük a sorsközösséget; az elnyomás és a háború idején beszédeiben, körleveleiben igyekezett erőt önteni beléjük. Ebben az időszakban egyszerre kellett védenie a dél-erdélyi magyarság érdekeit az Antonescu-rezsimmel szemben és kormányoznia az Észak-Erdélybe került többséget.

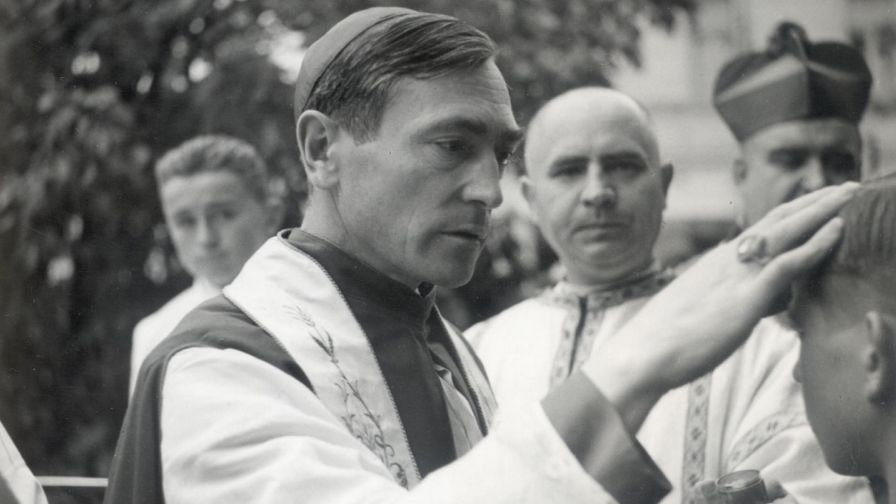
Isten szolgája, Márton Áron 1940-ben

1944. május 18-án Kolozsvárott, a Szent Mihály-templomban tartott papszentelésen mondott beszédében bátran felemelte szavát a zsidók deportálása ellen (mely Máramarosszigeten már elkezdődött), az akkori észak-erdélyi magyar polgári hatóság jelenlétében. Május 22-én levélben szólította fel Sztójay Döme miniszterelnököt, Jaross Andor belügyminisztert, a főispáni hivatalt és a rendőrkapitányságot, hogy akadályozzák meg a zsidók elhurcolását. Válaszul Kolozsvár rendőrkapitánya kiutasította a városból.

### A világháború utáni évek
Miután 1944 őszén a szovjet és román csapatok megszállták Észak-Erdélyt, Márton Áron a helyén maradt. Hívei előtti felszólalásaiban, a miniszterelnöknek írt levelében és a béketárgyalásokra szánt memorandumban is olyan társadalmi rend mellett szállt síkra, mely „Isten gondolatának megfelel”, és a kis népek jogait éppúgy figyelembe veszi, mint a nagyokét. Emellett 1945−1946-ban 3 millió lejjel elsőként támogatta az MNSZ indítványára, a magyar tanári kar bérének rendezésére létrehozott Petőfi-alapot, állta a Bolyai Tudományegyetem oktatóinak fizetését, és egész egyházmegyéjét mozgósítva segítette az 1946–1947-es éhínség áldozatait. Az 1946-os csíksomlyói búcsún mondott beszédével ugyanakkor sikerült megakadályoznia, hogy a feszültségek hatására a búcsú népgyűléssé vagy népfelkeléssé alakuljon.
A kiépülő szovjet típusú államberendezkedés időszakában körleveleiben, beszédeiben kiállt az emberi jogokért, a magyar kisebbség jogaiért, foglalkozott a demokrácia erkölcsi feltételivel, de a szociális feszültségekkel és a szolidaritással is. 1947 után az erősödő kommunista és ateista rendszer letartóztatásokkal, egyházellenes sajtóhadjárattal, az egyházi iskolák államosításával, majd a görögkatolikus egyház és a szerzetesrendek betiltásával lépett fel a vallás ellen. Márton Áron harcolt vallás- és a lelkiismereti szabadságért. Hét másik püspöktársával 1948. március 19-én közös levelet intézett a román minisztériumhoz az alkotmány-tervezetben felfedezett ellentmondások miatt, a lelkiismereti- és vallásszabadságot illetően. Levelükben kérték a vallásszabadság kiterjesztését a Romániában gyakorolt összes vallásra, a vallásoktatás biztosítását minden fokú és jellegű iskolában, valamint a vallásgondozás lehetőségét a hívek számára a hadseregben, katonai kórházakban, árvaházakban és fogházakban.[forrás?] 1948. július 17-én a román kormány egyoldalúan felmondta a Vatikánnal kötött konkordátumot, amire Márton Áron a püspöki kar nevében tiltakozó levelet írt Petru Groza miniszterelnöknek. Erélyesen, de sikertelenül tiltakozott az egyházi iskolák augusztus 3-i államosítása ellen is. A román görögkatolikus egyház betiltásakor, 1948. október 11-én körlevélben hívta fel a katolikus papokat, hogy „a görögkatolikus testvéreinket előzékeny szeretettel a legmesszebbmenő vallási támogatásban és segítségben részesítsék, amikor szükséges, templomainkat, kelyheinket és egyházi felszereléseinket a keleti szertartású szentmise bemutatására készségesen rendelkezésükre bocsássák”.
1949. május 15-től, a román kormánnyal folytatott sikertelen tárgyalások után bérmakörútra indult Székelyföldre és Gyimesbe. Míg ő híveit a várható szorongattatásokra készítette fel, és buzdította a hitük melletti kitartásra, a hatalom ellenséges sajtókampánnyal és párhuzamos kultúrversenyek szervezésével próbálta távol tartani az embereket. Márton Áron a Gyimesből fehér lovon, embergyűrűvel védve vonult be a június 4-i (1990-ig utolsó) csíksomlyói búcsúra, amit az állami hatóság lefilmezett. A püspök a búcsú után, régi szokás szerint, részt vett a székelyudvarhelyi úrnapi körmenetben. Az állami szervek tervbe vették Márton Áron letartóztatását Székelyudvarhely és Segesvár között. A sofőrje mezei és hegyi utakon vitte haza Gyulafehérvárra a püspököt, s mire a hatósági szervek észbe kaptak, a püspök már otthon volt. A püspöki palotát ezután állandó megfigyelés alatt tartották.[forrás?]
1949. június 21-én Bukarestbe rendelték a katolikus egyház statútumáról való tárgyalásra. A püspöki iroda akkori helyettesével, Ferenc Benjáminnal együtt taxit rendeltek, hogy elvitessék magukat Tövisre a vasútállomásra, ahonnan vonattal akartak tovább utazni. Tövis közelében a közúton megállították és őrizetbe vették. Félúton a sofőr megállt, s motorhibát színlelt. Röviddel ezután „éppen arra jött egy másik autó” – civil ruhás rendőrökkel. Ezek „készségesen” felajánlották autójukat a püspöknek. Miután elindultak, a hatósági személyek felmutatták igazolványukat, s kijelentették, hogy parancsuk van a letartóztatására. Szemét bekötötték és figyelmeztették, hogy nem kérdezhet semmit, kérdéseket csakis nekik van joguk feltenni. Amikor az autó megállt, kiszálltak valamennyien, majd levették szeméről a kendőt. Az épületekről, a tornyokról és a zárt udvarról a püspök könnyen ráismert Nagyszebenre. Egy zárt helyiségben gúnyos megjegyzések közepette vallatni kezdték, de ahogy ezt később maga is mesélte, testileg nem bántalmazták.[forrás?]

### Fogságban
Márton Áron letartóztatásának híre eljutott Rómába is, és a L’Osservatore Romano című vatikáni napilap 1949. július 1-jén így írt a történtekről: „Nem hihető, hogy az erőszak új volt számára. A kormány szándéka, a diadalmas napok során elszenvedett kudarcok miatt, túlságosan is világos volt. Egyszerűen csak fel kell idézni június első felének napjait, amikor Márton Áron diadalmas útja lefolyt, valamint a román sajtó féktelen támadásait, amelyekkel a kiváló főpap személyét besározni akarták. Nem gondolták, hogy ezzel még csak fokozódik a hívekben a főpásztoruk iránti szeretet, és Péter székéhez, a Szentatyához való ragaszkodás…” [forrás?]
1946 májusában a korabeli magyar közélet ismert személyiségei memorandumban fordultak a magyar kormányhoz, azt kérve, tegyen meg mindent azért, hogy a második világháborút lezáró párizsi béketárgyalásokon igazságos döntés szülessen Erdély kérdésében. A kommunista hatalom erre építette fel a Márton Áron, Venczel József, Szász Pál, Lakatos István, Korparich Ede, Bodor Bertalan, Teleki Ádám és Kurkó Gyárfás ellen 1951-ben lefolytatott koncepciós pert.
Márton Áron először vizsgálati fogságba került, ami körülbelül két évig tartott a bukaresti belügyminisztérium épülete alatti börtönben. A bukaresti katonai törvényszék 1951. augusztus 6-án tíz év szigorított fegyházra és életfogytiglani kényszermunkára ítélte hazaárulás és valutavétség vádjával. Előbb a nagyenyedi, majd a máramarosszigeti börtönben tartották fogva. 1952-ben Máramarosszigeten három évre közös cellába került Alexandru Todea görögkatolikus püspökkel, akivel kitűnő kapcsolatban maradtak szabadulásuk után is.
Márton Áront, 25 éves papi jubileumára, XII. Piusz pápa címzetes érsekké nevezte ki. A körülményeket tekintve észszerűbbnek tartották, hogy ezt se Gyulafehérvárott, se másutt ne tegyék közzé. A rákövetkező évben azonban már mint érsek szerepelt a pápai évkönyvben, s ennek alapján több levél érkezett a püspöki irodába ilyen címzéssel.[forrás?]
Helyzete idővel valamelyest javult. Petru Groza miniszterelnök pozíciójának erősödésével közbe tudott járni, hogy enyhítsenek a püspök börtöni körülményein. Ennek következtében 1954. június 27-én átvitték Bukarestbe, a Belügyminisztérium börtönébe, majd néhány nap múlva a Malmaisonba (Bukarest külvárosába egy volt bojár villájába), ahol ugyan állandó őrizet és megfigyelés alatt tartották, de zárkáját már nem kellett mással megosztania. Másokkal csak akkor került kapcsolatba, amikor egy ablakon át beadták neki az ételt. Tény azonban, hogy sorsa könnyebbre fordult. Ezt bizonyítja az is, hogy a fogság ötödik éve után visszakapta imakönyvét, a breviáriumot, s emellett szellemi, spirituális igényeit is jobban kielégíthette.[forrás?]
A püspök börtönévei alatt az egyházmegyét olyan kormányzók (ordináriusok) vezették, akik függetlenek maradtak az állami törekvésektől. A hatalom a papság megosztására törekedett, és bejuttatta embereit a gyulafehérvári központba, de a Márton Áronhoz hű papság elszigetelte őket. A hatalomnak ellenálló vezetőket és papokat (többek között Boga Alajos általános helynököt, Sándor Imre helynököt, Gajdátsy Béla teológiai rektort) bebörtönözték, meghurcolták, de egymásnak sorra átadva a joghatóságot a katolikus egyházat ennek ellenére meg tudták őrizni.

### Szabadulása után
A szabadulást csak úgy volt hajlandó elfogadni, ha nem kötik feltételekhez. 1955. január 3-án a nemzetközi enyhüléssel összefüggésben a Nagy Nemzetgyűlés Prezídiuma felfüggesztette börtönbüntetését, és január 6-án a bukaresti érsekségre vitték házi őrizetbe. március 24-én térhetett vissza Gyulafehérvárra. Március 25-én körlevélben tájékoztatta az egyházmegye papjait, hogy újra ő kormányozza a püspökséget. Egyúttal megbocsátást hirdetett a békepapoknak, gyónásra és bűnbánatra szólítva őket, és elhelyezve a jelentős beosztásokból.
A teológia újjászervezése után nem csak a betiltott görögkatolikus egyház papnövendékeit vette fel, de azok is visszatértek, akik a hatalomnak behódolt tanárok miatt hagyták el a teológiát; őket (köztük Bálint Lajost) 1957-ben szentelte pappá. Újrakezdte pasztorális tevékenységét is: prédikált, látogatta a plébániákat, bérmautakat szervezett. Ezek ünnepszámba mentek, a hatalmas lelkesedés nyomán valóságos diadalutak lettek, ami kiváltotta a kommunista hatalom nemtetszését.
Az állami hatóságok szorosan figyelemmel kísérték tevékenységét: november 30-án a Securitate operatív nyilvántartásba vette, dolgozószobájába 1956. augusztus 21−augusztus 22-én lehallgatókészüléket szereltek. A belügyminiszter 1957. május 30-án bebörtönzését javasolta.

### Tíz év palotafogság
Az 1956-os bérmaút után behívták a gyulafehérvári rendőrségre, ahol kvázi vádlottként egy többtagú bizottság hallgatta ki. Közölték vele, hogy megvonják tőle működési engedélyét, mert jelenléte „zavart keltett az emberek között”.[forrás?] Végül 1957. június 6-án 36 hónapra házi őrizetet rendeltek el a püspöki palota és a székegyház területére, személyi igazolványát elvették, titkosrendőrök állandó őrizete alá került. A püspöki palotában, dolgozószobájában, de a palota kertjében is lehallgatókészülékeket rejtettek el. Azt sem engedélyezték, hogy átmehessen a papnevelő intézetbe.[forrás?]
Házi őrizetét többször meghosszabbították (1960, 1965, 1966, így „palotafogsága” végül tíz évig tartott (1957–1967 között). A tilalom által nem szakadt meg teljesen kapcsolata híveivel, szabad volt ugyanis látogatókat fogadnia.[forrás?]
A második vatikáni zsinat idején a kormány felszólította, hogy menjen el Rómába és vegyen részt a zsinaton. Azzal utasította vissza, hogy amíg fel nem oldják kényszerlakhelyét, addig nem megy külföldre. Attól tartott ugyanis, hogy ilyen módon szeretnének megszabadulni tőle.[forrás?] A szabadulást is többször felajánlották neki kompromisszumokért cserébe, de azt válaszolta: „Isten törvényeiben s az egyház ügyeiben alkudozást nem ismerek.”

### Újbóli szabadulása
Márton püspök palotafogságának feloldása a nemzetközi helyzet újabb változásának volt köszönhető. 1967-ben a román ortodox egyháza Curtea de Argeș-i ortodox kolostor és kegyhely 450 éves jubileumát ünnepelte, amire Jusztinián bukaresti pátriárka meghívta Franz König bécsi bíborost is. König azzal a kikötéssel fogadta el a meghívást, hogy találkozhasson Erdély püspökével, Márton Áronnal is.
Márton Áron ennek megfelelően augusztus 11-én[forrás?] meghívást kapott a bukaresti pátriárkától a Curtea de Argeș-i ünnepségekre. Mivel még háziőrizetben volt, és engedélyt pedig nem volt hajlandó kérni, nem ment el, mire egy fekete autóval érte mentek és elvitték Bukarestbe. Október 20-án egyik papja, Jakab Antal társaságában – aki egyetemi társa volt – Márton püspök beszélgetést folytatott Dogaru igazgatóval Bukarestben. Dogaru akkor a személyi ügyek kedvező és gyors elintézését ígérte neki. 1967. november 19 -én König bíboros fogadására a repülőtéren megjelent Jusztinián pátriárka. Márton Áron is kapott értesítést, s Jakab Antal társaságában szintén megjelentek. Miután König bíboros megérkezett, a repülőgép lejáratánál francia nyelven köszöntötte őt az Egyházügyi Hivatal képviselője. Bemutatták neki Márton Áront is. A repülőtér dísztermében frissítővel egybekötött közvetlen beszélgetés folyt Jusztinián pátriárka, Márton püspök és König bíboros között. Mivel a bíboros a pátriárka vendége volt, ezért az ő házában is volt egy rövid fogadás. Márton Áron a bukaresti érsekségen szállt meg. A következő nap délután König bíboros ellátogatott a bukaresti érsekségre is, ahol hosszas beszélgetést folytatott Márton Áronnal. Másnap délben pedig az osztrák követség adott ebédet a bíboros tiszteletére, amelyre Márton Áront is meghívták.[forrás?]
Még aznap értesítették Márton püspököt az érsekségen, hogy november 22 -én délelőtt 10 órakor jelenjen meg az Egyházügyi Hivatalban. Dogaru igazgató fogadta, és együtt jelentkeztek Emil Bodnărașnál, a román Államtanács elnökhelyettesénél.[forrás?] Bodnăraș közölte vele, hogy a kényszerlakhelyre vonatkozó intézkedést azonnali hatállyal feloldották, s ezentúl szabadon mozoghat. 1968-ban a Legfelső Törvényszék semmisnek nyilvánította korábbi elítélését.

### Utolsó évei
Visszaérkezve Gyulafehérvárra első útja a papneveldébe vezetett, s díszülésen számolt be a történtekről. Márton Áron így szólt a jelenlévőkhöz: „Kedves Fiaim! Amint értesültetek róla, az elmúlt héten Bukarestbe hívattak. Többek között ott hozták tudomásomra, hogy mostantól szabad vagyok és szabadon mozoghatok. Ezt mindenekelőtt veletek akartam közölni.”[forrás?]
1968-ban elkezdte diadalmas bérmaútjait, melyeket 1974-ig folytatott. Annak ellenére, hogy szabadon járhatott-kelhetett, hívei a bérmautak alatt aggodalommal kísérték, nem bíztak az állami szervek őszinteségében. Jó példa erre az 1969-i felcsíki bérmaút, ahol spontán „testőrgárdákat” szerveztek védelmére. Ezek kísérték a püspököt, szálláshelyein pedig őröket állítottak a ház köré. Ez alatt a bérmaút alatt találkozott utoljára Csíkszentdomokoson idős édesapjával.[forrás?]
1969-ben, életében először, eljutott Rómába is, ahol találkozott VI. Pál pápával, az akkori egyházfővel. „Nem barátja az úgynevezett »keleti politikának«. Bár nagyon tiszteli VI. Pál pápát, úgy látja, hogy a kommunista diktatúrának és a kommunisták módszereinek ismeretében nincs remény a kompromisszumos megoldásokra. Sajnálja, hogy a magyar egyházi vezetők az állammal való egyezkedés útjára léptek. [...] Luigi Poggi érsek, a Vatikán keleti utazó nunciusa gyakran járt Gyulafehérváron, hogy a román Vallásügyi Osztály elképzelésével harmóniában, rendezze az állam és az egyház közötti viszonyt Márton Áron közreműködésével. Áron püspök viszont tartja magát ahhoz, hogy a betiltott és megsemmisített görögkatolikus egyház vezetői nélkül (akik, számos katolikus pappal együtt börtönben sínylődnek) nem hajlandó az egyház helyzetéről tárgyalni, és azt a benyomást kelteni a világ előtt, mintha vallásszabadság volna.” Bár az Ostpolitik alapján a Szentszék által neki szánt szereppel egyre kevésbé tudott azonosulni, engedelmességből elfogadta azt.
1970. február 24-én Rómába látogatott, majd 1971. október 13-án és 22-én felszólalt a püspöki szinóduson. 25-én VI. Pál pápa magánkönyvtárában fogadta. Utoljára 1974. március 1–12-én utazott Rómába.
1971. december 23-án Jakab Antalt utódlási joggal rendelkező segédpüspöknek nevezték ki. 1974. május 23-án Áron püspök prosztatarákja már orvosi beavatkozást igényelt. Betegségére hivatkozva 1976. január 31-én benyújtotta lemondását, melyet május 15-én megismételt, de az Apostoli Szentszék ekkor sem fogadta el. 1976. június 20-án utoljára végzett papszentelést; 1977-ben segédpüspökével együtt végezte a szentelést, 1978-ban pedig már a kézrátétel után visszavonult szobájába. 1978. október 27-én és december 28-án is megismételte lemondását, de ekkor sem fogadták el.
Miután 1980. január 11-én megírt lemondását március 17-én átadta Luigi Poggi utazó nunciusnak, április 2-án, püspöki működésének 42. évében II. János Pál pápa felmentette az egyházmegye kormányzása alól. Utolsó körlevelét május 15-én adta ki. A kis- és nagyszeminárium tanáraival és növendékeivel szeptember 21-én találkozott utoljára a püspöki palota kertjében.
1980. szeptember 29-én, Szent Mihály (az egyházmegye és a székesegyház védőszentje) napján, délelőtt háromnegyed kilenckor hunyt el. Két nappal később II. János Pál pápa a Szent Péter téren személyesen jelentette be Márton Áron halálát.
A gyulafehérvári érseki székesegyház kriptájában helyezték nyugalomra október 4-én. Az államhatalom − demonstrációtól tartva − hírzárlatot rendelt el, hogy a hívek ne értesüljenek időben a halálhírről, és a temetésre való eljutást is akadályozták: a csíkszentdomokosi hívek által megrendelt autóbuszt például az utolsó vonat elindulása után mondta le a busztársaság benzinhiányra hivatkozva. A megyehatáron minden Gyulafehérvár felé tartó autót megállítottak. A temetést Lékai László bíboros végezte, dr. Jakab Antal megyés püspök, Bálint Lajos segédpüspök, több külföldi püspök és ordinárius jelenlétében. Temetésén több mint tízezren gyűltek össze a gyulafehérvári székesegyházban.[forrás?] A szertartást Török Gáspár EFIAP-díjas marosvásárhelyi fotóművész színes képeken örökítette meg; a 36 képből 17 maradt fenn.

## Írásai
- Márton Áron püspök beszéde Krisztus Király ünnepén Kolozsváron 1945. október 28-án; Tip. Solomon, Alba-Iulia, 1945 (Az Erdélyi Katolikus Aktio füzetei)
- Új év küszöbén. Márton Áron erdélyi püspök tanítása 1947. év elején; Tip. Alba, Alba-Iulia, 1947 (Az Erdélyi Katolikus Akció füzete)
- Márton Áron, a lelkiismeret apostola; összeáll., tan. Virt László; Ecclesia, Bp., 1988 (Krisztus mai tanúi)
- Az egyházról; szerk. Ágoston Ferenc et al.; s. n., s. l., 1995
- Az emberkatedrális. Márton Áron az iskoláról; szerk. Borsodi László, Miklós József; Márton Áron Főgimnázium, Csíkszereda, 1996
- Márton Áron írásai és beszédei, 1-2.; s.n., Gyulafehérvár, 1996–1997
- Bilincs és glória. Részletek Márton Áron püspök beszédeiből, leveleiből; Jel, Bp., 2008 + CD
- Márton Áron breviárium; vál., jegyz., utószó Virt László; Kairosz, Bp., 2009
- Válogatott írások és beszédek; vál. Lázár Csilla; Hargita, Csíkszereda, 2013 (Székely könyvtár)
- Imádkozzunk Áron püspökkel!; szerk. Kovács Gergely; Verbum, Kolozsvár, 2016

### Márton Áron hagyatéka(2005–)
Márton Áron hagyatéka; sorozatszerk., sajtó alá rend., jegyz. Marton József; Mentor, Marosvásárhely, 2005–2014; Pro-Print, Csíkszereda, 2016–
- 1. Házasság, család; Mentor, Marosvásárhely, 2005
- 2. Bérmálás; Mentor, Marosvásárhely, 2006
- 3. Keresztség, hit; Mentor, Marosvásárhely, 2007
- 4. Oltáriszentség, Krisztus király; Mentor, Marosvásárhely, 2008
- 5. Papság; Mentor, Marosvásárhely, 2009
- 6. Húsvét; Mentor, Marosvásárhely, 2009
- 7. Karácsony; Mentor, Marosvásárhely, 2010
- 8. Nevelés; Mentor, Marosvásárhely, 2012
- 9. Nyolc boldogság; Mentor, Marosvásárhely, 2013
- 10. Miatyánk; Mentor, Marosvásárhely, 2014
- 11-12. Körlevelek, 1-2.; Pro-Print, Csíkszereda, 2015
  - 1. 1938–1947
  - 2. 1948–1980
- 13. Egyház – állam; Pro-Print, Csíkszereda, 2016
- 14. Egyházi belső ügyek; Pro-Print, Csíkszereda, 2016
- 15. Eszmék harca; Pro-Print, Csíkszereda, 2017
- 16-18. Alkalmi beszédek; Pro-Print, Csíkszereda, 2018–2019
- 19. Égető gondok; Pro-Print, Csíkszereda, 2019

## Emléke
Emberi nagyságát, méltóságát szellemi hagyatéka őrzi. 
- Csíkszeredában róla nevezték el a Római Katolikus Főgimnáziumot,[20] ahol tanult.[7]
- Boldoggá avatási eljárása megindítása érdekében Jakab Antal püspök 1990-ben tette meg az első lépéseket, és az Apostoli Szentszék engedélyével 1992-ben kezdődhetett el.[6] Az egyházmegyei szakasz 1994-től 1996-ig tartott, ekkor adták át az iratcsomót a Szenttéavatási Ügyek Kongregációjának.[9] Az eljárás jelenleg is folyik,[21] amelyhez egy, a közbenjárására történt, orvosilag megmagyarázhatatlan csoda leírása (volna) szükséges.[22]
- Testét – különleges szentszéki engedéllyel – 2016 augusztusában exhumálták a gyulafehérvári székesegyház altemplomában, és megállapították, hogy az mumifikálódott. 2016. szeptember 29-én az eddiginél jobban megközelíthető helyen, a székesegyház déli mellékkápolnájában temették újra új kőszarkofágban, hogy a tisztelők könnyebben leróhassák kegyeletüket.[9][22]
- A zsidók deportálása elleni nyilvános kiállása miatt 1999. december 27-én a jeruzsálemi Jad Vasem Intézet a „Világ Igaza” címet adományozta neki. A posztumusz kitüntetést a bukaresti izraeli nagykövet 2000.[23] június 20-án adta át Jakubinyi György érseknek.[11][24]
- 2016-ot a Nemzetpolitikai Államtitkárság a püspök születése 120. évfordulója alkalmából Márton Áron-emlékévvé nyilvánította.[22]
- 2021-ben nyílt meg szülőfalujában a Márton Áron Zarándokközpont.[25]

Szobra a kolozsvári Szent Mihály-templom előtt
Szobra Székelyudvarhelyen
Szobra Kézdivásárhelyen
Szobra Szászrégenben
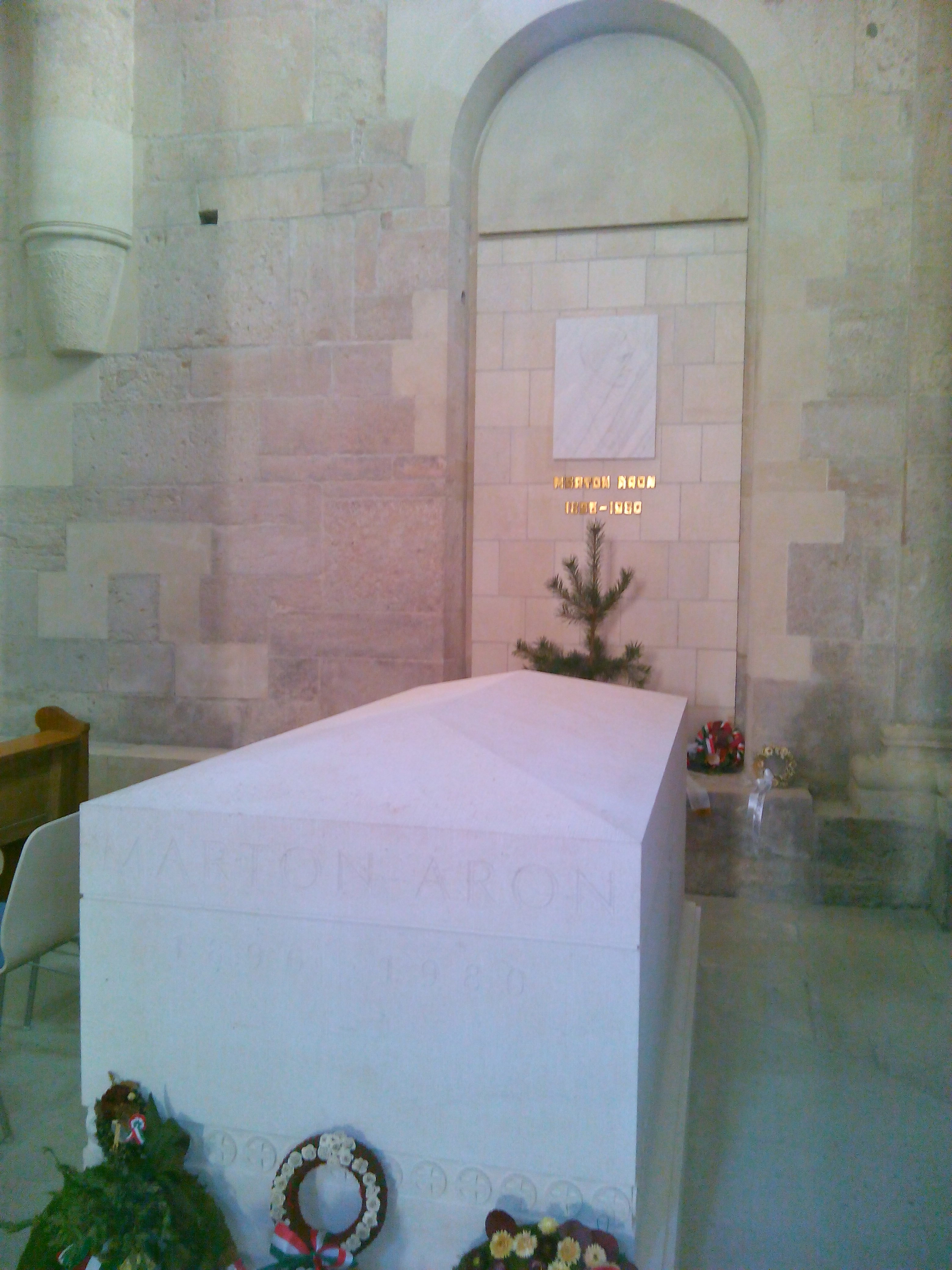
Sírja Gyulafehérváron
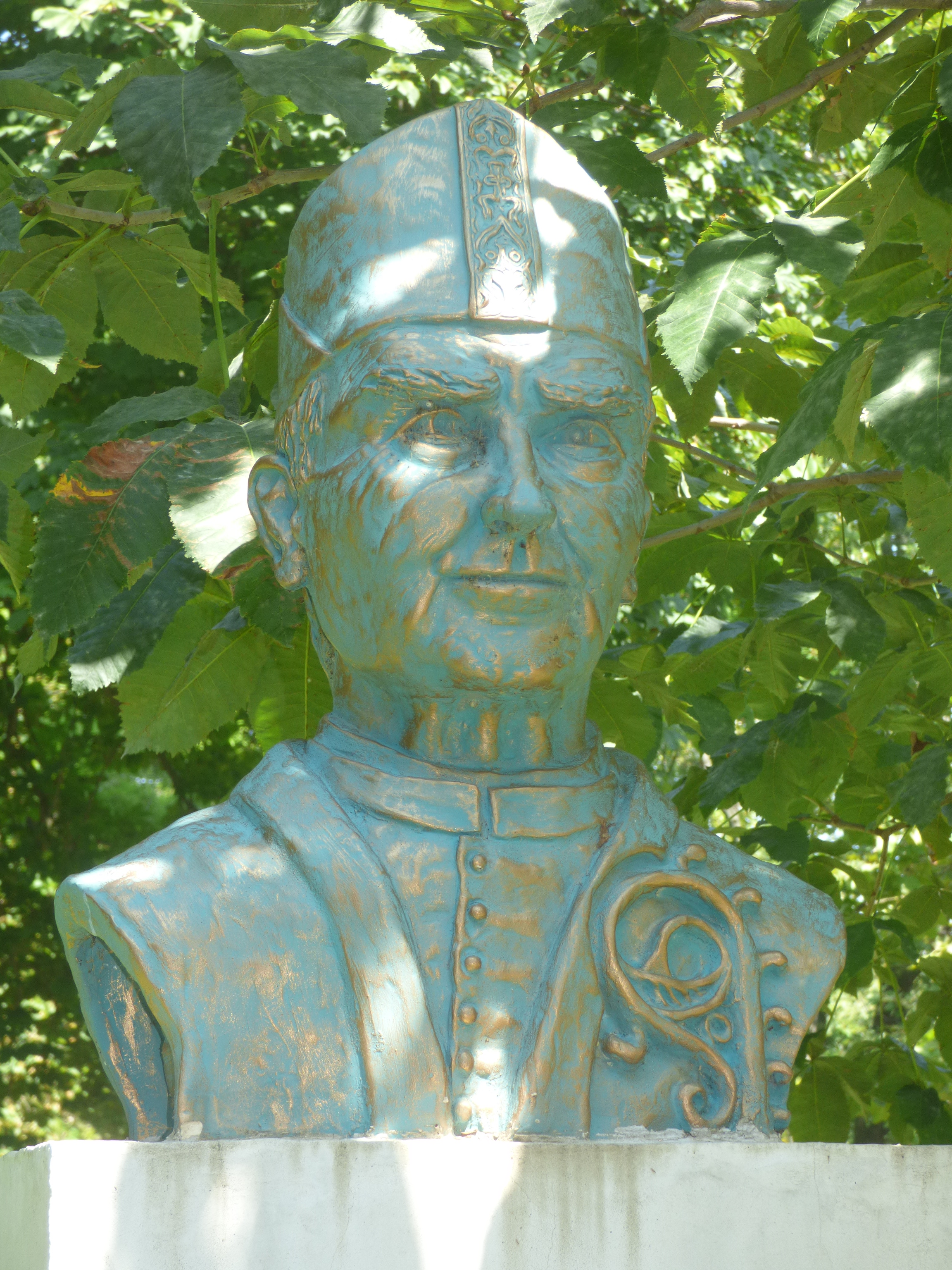
Mellszobra a balatonalmádi szoborparkban, Túri Török Tibor alkotása